# Spencer Lovejoy
Pour les articles homonymes, voir Lovejoy.
Spencer Lovejoy, né le 14 mai 1998 à Stamford, est un joueur professionnel de squash représentant les États-Unis. Il atteint le 64e rang mondial en novembre 2023, son meilleur classement. 

## Biographie
Spencer Lovejoy suit des études d'histoire à l'université Yale de 2016 à 2020, et il pratique également le squash universitaire. Il commence à jouer sur le PSA World Tour pendant ses études, et il y remporte trois titres.
En 2022, il est sélectionné pour la première fois dans l'équipe nationale américaine et fait ses débuts lors des Championnats panaméricains. En 2023, il devient vice-champion des États-Unis s'inclinant en finale face à Andrew Douglas. En 2023, il fait partie de l'équipe américaine lors des championnats du monde par équipes.

## Palmarès

### Finales
- Championnats des États-Unis : 2023